# Медико-социальная экспертиза
Медико-социальная экспертиза (экспертная комиссия) (МСЭ, МСЭК) — определение в установленном порядке потребностей освидетельствуемого лица в мерах социальной защиты, включая реабилитацию, на основе оценки ограничений жизнедеятельности, вызванных стойким расстройством функций организма. Является одним из видов медицинской экспертизы.
Учреждения медико-социальной экспертизы в Российской Федерации находятся в ведении Министерства труда и социальной защиты, за исключением Главного бюро медико-социальной экспертизы Федерального медико-биологического агентства, которое подведомственно соответствующему агентству в структуре Министерства здравоохранения.
Порядок организации и деятельности учреждений медико-социальной экспертизы регулируется приказом Минтруда России от 11.10.2012 № 310н «Об утверждении Порядка организации и деятельности федеральных государственных учреждений медико-социальной экспертизы».
Учреждения медико-социальной экспертизы в установленном законом порядке проводят освидетельствования граждан с целью установления группы инвалидности, определения степени утраты профессиональной трудоспособности, а также изучают распространённость и структуру инвалидности, причины, факторы и условия, влияющие на возникновение, развитие и исход инвалидности.
Установление группы инвалидности представляет собой определение потребности граждан в мерах социальной защиты (в том числе реабилитации) на основе ограничений жизнедеятельности, вызванных стойким расстройством функций организма.

## История
С 1919 по 1929 год органом, который определял степень нетрудоспособности являлась Врачебно-контрольная комиссия (ВКК). С 1929 года в СССР создаются врачебно-трудовые экспертные комиссии (ВТЭК), которые занимаются установлением наличия инвалидности, степени, характера и причины инвалидности, определения способов восстановления трудоспособности путем долечивания, переобучения, установления необходимости протезирования инвалидов, связи инвалидности с получением инвалидами трудового увечья и профессионального заболевания. В 1948 положением о ВТЭК круг задач, стоящих перед ними был расширен. В 1955 году были организованы специализированные ВТЭК (психиатрические и туберкулезные), созданы республиканские, краевые и областные ВТЭК. С принятием закона от 24.11.1995 № 181-ФЗ функции экспертизы были переданы от ВТЭК к МСЭ.

## Организационная структура учреждений медико-социальной экспертизы в Российской Федерации
- Федеральное бюро медико-социальной экспертизы;
  - Экспертные составы Федерального бюро;
- Главное бюро медико-социальной экспертизы Федерального медико-биологического агентства (осуществляет медико-социальную экспертизу работников организаций отдельных отраслей промышленности с особо опасными условиями труда и населения отдельных территорий);
  - Экспертные составы главного бюро;
    - 36 бюро медико-социальной экспертизы в 28 субъектах Российской Федерации и в г. Байконур;
- Главные бюро медико-социальной экспертизы по субъектам Российской Федерации;
  - Экспертные составы главного бюро;
    - Бюро медико-социальной экспертизы в городах и районах — филиалы соответствующего главного бюро. Создается, как правило, один филиал (бюро) на 70—90 тыс. человек при условии освидетельствования 1800—2000 человек в год.

В зависимости от уровня, структуры заболеваемости и инвалидности в Федеральном бюро и главных бюро создаются следующие бюро или экспертные составы:
- общего профиля
- специализированного профиля, в том числе:
  - для освидетельствования больных туберкулезом,
  - лиц с психическими расстройствами,
  - заболеваниями и дефектами органа зрения,
  - лиц в возрасте до 18 лет,
- смешанного профиля.

## Основные функции бюро медико-социальной экспертизы
- Установление фактов наличия инвалидности у освидетельствуемых граждан, группы, причины, сроков и времени наступления инвалидности;
- Определение степени утраты профессиональной трудоспособности (в процентах);
- Разработка и коррекция индивидуальной программы реабилитации инвалида (ИПР), в том числе определение видов, форм, сроков и объёмов реабилитационных мероприятий (которые включают медицинскую, социальную и профессиональную реабилитацию);
- Определение нуждаемости пострадавших в результате несчастных случаев на производстве и профессиональных заболеваний в медицинской, социальной и профессиональной реабилитации;
- Разработка и коррекция программ реабилитации инвалидов и пострадавших в результате несчастных случаев на производстве и вследствие профессиональных заболеваний;
- Определение причины смерти инвалидов в случаях, когда законодательством Российской Федерации предусматривается предоставление семье умершего мер социальной поддержки;
- Учет граждан, проживающих на обслуживаемой территории, прошедших медико-социальную экспертизу; государственное статистическое наблюдение за демографическим составом инвалидов, проживающих на обслуживаемой территории;
- Разработка программ профилактики инвалидности и социальной защиты инвалидов;
- Разъяснение гражданам, проходящим освидетельствование, вопросов, возникающих в связи с медико-социальной экспертизой.

## Основные функции главного бюро медико-социальной экспертизы
- Координация деятельности бюро (филиалов главного бюро), обобщение опыта их работы на обслуживаемой территории;
- Рассмотрение жалоб граждан, прошедших освидетельствование, на решения бюро;
- Проведение освидетельствования граждан в экспертных составов главного бюро в порядке обжалования решений бюро, изменение решений бюро при наличии оснований;
- Проведение по собственной инициативе повторных освидетельствований граждан, и, при наличии оснований, изменение либо отмена решений бюро;
- Статистическое наблюдение и статистическая оценка состояния инвалидности на обслуживаемой территории; наблюдение за демографическим составом инвалидов, проживающих на обслуживаемой территории.

## Основные функции Федерального бюро медико-социальной экспертизы
- Контроль работы учреждений МСЭ Российской Федерации, в том числе контроль работы Главных бюро: проведение по собственной инициативе повторных освидетельствований граждан, прошедших освидетельствование в Главном бюро, и при наличии оснований изменение либо отмена решений Главного бюро;
- Освидетельствование граждан по направлению экспертных составов главных бюро в случаях, требующих применения особо сложных специальных видов обследования или консультативного заключения Федерального бюро;
- Осуществление комплексной экспертно-реабилитационной диагностики с применением новейших технологий и результатов научных разработок в целях определения наличия ограничений жизнедеятельности, степени утраты профессиональной трудоспособности, реабилитационного потенциала и потребности в мерах социальной защиты;
- Внесение в Федеральное медико-биологическое агентство предложений по формированию государственного заказа на проведение научно-исследовательских и опытно-конструкторских работ по медико-социальной экспертизе;
- Проведение по поручению Федерального медико-биологического агентства научных исследований, в частности, изучение факторов, приводящих к инвалидности. Внесение в Федеральное медико-биологическое агентство предложений о внедрении в практику результатов научных разработок, новых технологий экспертно-реабилитационной диагностики, передового опыта главных бюро, а также реализации программ по различным направлениям медико-социальной экспертизы;
- Участие в разработке и реализации программ по проблемам инвалидности и инвалидов;
- Организация профессиональной подготовки, переподготовки и повышения квалификации специалистов в области медико-социальной экспертизы;
- Методологическая и организационно-методическая помощь главным бюро;
- Обеспечение единообразного применения законодательства Российской Федерации в области социальной защиты инвалидов в установленной сфере деятельности;
- Статистическое наблюдение и статистическая оценка состояния инвалидности, наблюдение за демографическим составом инвалидов в Российской Федерации.